# Dana Mall
«Dana Mall» («Дана Молл») — торгово-развлекательный центр в Минске. Один из крупнейших ТРЦ в Беларуси.

## История
Торгово-развлекательный центр «Дана Молл» построен в 2016 году в рамках возведения жилого комплекса «Маяк Минска». Проект реализован совместным обществом с ограниченной ответственностью «Белинте-Роба», входящим в группу компаний Dana Holdings.
2 ноября 2016 года в ТРЦ «Dana Mall» открылись для покупателей гипермаркет торговой сети Green и подземный паркинг. Торжественная церемония открытия всего комплекса, в которой приняли участие главы правительств Белоруссии и Сербии Андрей Кобяков и Александр Вучич, состоялась 27 января 2017 года.

## Описание
Длинный красно-зелёный фасад «Дана Молл» с криволинейной поверхностью вытянут вдоль проспекта Независимости. Трёхэтажный торгово-развлекательный центр, имея общую площадь 97 тысяч м², является самым большим в Белоруссии. Помимо магазинов, в нём имеется фудкорт, детский развлекательный центр, кинотеатр.

## Критика
Белорусский портал Onliner.by включил торгово-развлекательный центр в свой список десяти худших современных зданий города Минска. Как отмечает доктор искусствоведения Алла Шамрук, он «своим аттрактивным образом, прямолинейной символикой и вызывающим колористическим решением разрушил символическое значение ансамбля 1970-х гг.», выступавшего в качестве «въездных ворот» белорусской столицы.